# Мгеладзе Власа Джарисманович
Власа Джарисманович Мгела́дзе (груз. ვლასა მგელაძე; 1868-1943) — грузинський революціонер і політик. Член бюро ЦК РСДРП. Член Установчих зборів Грузії.

## Біографія

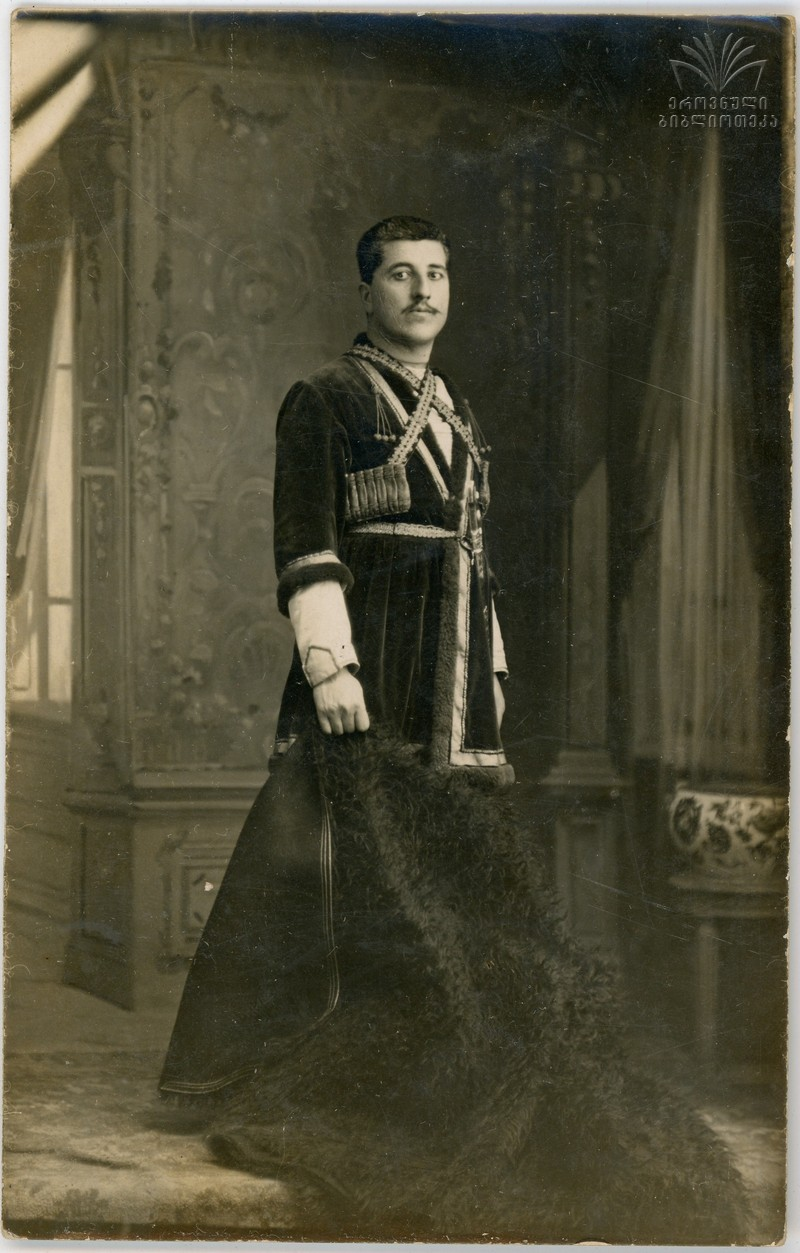

Народився 1868 року в селянській сім'ї у селі Зомлеті в Гурії. Його батько брав участь у османсько-російській війні 1877—1878 років, та помер повернувшись додому, коли Власу було 10 років. Через сильну бідність не зміг закінчити школу. Його дядько, Лука Цуладзе, взяв Власу учнем у друкарню Петра Цулукідзе у Кутаїсі, де той відпрацював три роки. У Кутаїсі він часто слухав проповіді єпископа Гавриїла Кікодзе, познайомився з письменником Георгієм Церетелі, поетом Мамія Гурієлі.
Через три роки він переїхав до Тбілісі і спершу почав працювати майстром листів у Еквтіме Хеладзе, а потім у Максима Шарадзе в друкарні газети «Іверія». При ній же розміщувалася редакція газети, там проходили знамениті «четверги» Іллі Чавчавадзе, в яких взяли участь Олександр Казбегі, Егнате Ніношвілі, Ніко Ніколадзе, Акакій Церетелі, Іване Мачабелі, Важа Пшавела, Сілібістро Джибладзе.
У XIX столітті в Грузії сформувалася нова соціал-демократична організація — «Месаме-дасі» (третя група), Власа Мгеладзе став її послідовником та поступово професійним революціонером. Гаслом його боротьби було повалення самодержавства, самовизначення Грузії, національні та політичні свободи. 1900 року він брав участь у демонстрації, організованій соціал-демократичними організаціями Тифлісу у сільській місцевості. Того ж року під час страйку на залізниці він видав прокламацію. 1900 року його ненадовго заарештували, а наступного року заарештували в Тифлісі за участь у масовій демонстрації і вислали з міста після тримісячного тюремного ув'язнення. Жив у Батумі, де почав брати активну участь у роботі місцевої соціал-демократичної організації, організував нелегальну друкарню. У 1901 році він допомагав Володимиру Кецховелі у нелегальному отриманні шрифтів та заснуванні нелегальної друкарні у Баку. 1901 року його заарештували на Тифліському вокзалі. Він провів 17 місяців у в'язниці Метехі, потім був засланий до Іркутська на три роки, звідки втік у 1904 році.
У 1904 році працював у нелегальній друкарні «Ніна» у Баку. У 1905 році працював у Батумі, паралельно в Тифлісі керував організацією майстерні з виробництва вибухівки, брав участь у ліквідації вірмено-тюркських зіткнень. Активний учасник революції 1905 року.
Делегат з'їзду РСДРП у Стокгольмі (1906), виступив із промовою. У 1907 році брав активну участь у виборчій кампанії у Другу Державну Думу. У 1907 році був делегатом лондонського з'їзду РСДРП від тифліської організації. У 1907 році від імені робітників виступив на похороні Іллі Чавчавадзе.
У 1908 році нелегально подорожував Європою, відвідав Відень, потім Цюрих. Зустрічався із Павлом Аксельродом, Георгієм Плехановим, Петром Кропоткіним, Максимом Горьким тощо.
У 1908 році він вирушив до Персії і взяв участь у революції в Тебризі. Був командувачем червоних частин з Кавказу та членом місцевого революційного уряду. Внаслідок нещасного випадку (граната вибухнула в його руці) отримав каліцтво правої руки. Він був присутній на відкритті меджлісу в Тегерані в 1909 році і виступив із промовою про прийняття Конституції Ірану.
З другої половини 1910 року знову жив у Європі, як активний член соціал-демократичної партії займався революційною діяльністю, робив доповіді про перську революцію у різних місцях, у тому числі на запрошення Максима Горького приїжджав на Капрі, де зустрічався з Леніним та Михайлом Коцюбинським.
У 1910 році прибув до Тифлісу з Ноєм Жорданія, за партійним завданням вів переговори з Джибладзе. У березні був заарештований у Батумі, сидів у в'язницях Батумі та в Метехі. У 1911 році був засланий до Ростова. Втік звідти до Фінляндії, але отримав повідомлення про складну ситуацію в Персії та вирішив переїхати туди. По дорозі, до Баку його заарештували 24 жовтня і знову заслали до Ростова, знову втік і таємно повернувся до Грузії.
1912 року Кавказький обласний комітет направив делегацію до Німеччини для отримання фінансової допомоги. Перебуваючи в Європі, дізнався про революцію в Китаї та вирішив поїхати туди, але у підсумку вирішив поїхати до Персії. Перебуваючи в Європі, разом із Григолом Уратадзе брав участь у Віденській меншовицькій конференції . У 1912 році отримав кошти і повернувся до Тифлісу. 17 січня 1913 року його знову заарештували і засудили до п'яти років заслання в Нарим, але він втік. Його знову заарештували в Томську, але йому знову вдалося втекти і спочатку вирушити в Санкт-Петербург, потім в Баку і до Кутаїсі через Гурію.
Провідав свою стару маму і знову вирушив до Санкт-Петербурга. У травні 1914 був делегатом на конгресі в Брюсселі. 1915 року жив у Відні та працював з «Українським міжпартійним урядом». Був у Стамбулі протягом 1915—1916 років, де вів переговори із Комітетом визволення Грузії. Після лютневої революції 1917 року Власа Мгеладзе повернувся до Росії у пломбованому вагоні разом із Леніним.
Після жовтневого перевороту 1917 року активно опонував лідеру РСДРП (б) В. І. Леніну, відійшов від більшовиків і повернувся до Грузії. У 1918 році приєднався до фракції меншовиків. У листопаді 1917 був обраний членом Національної ради Грузії. У грудні 1917 року був одним із засновників Народної гвардії. 26 січня 1918 року виголосив промову на відкритті Тбіліського університету. Підписав Акт про незалежність Грузії 26 травня 1918 року.
З 1918 по 1921 роки — комісар народної гвардії Грузинської Демократичної Республіки. У 1918 році він був депутатом грузинського парламенту. 12 березня 1919 року обраний депутатом Установчих зборів.
Після встановлення в Грузії радянської влади в 1921 році емігрував до Європи. У 1923 році брав участь у об'єднаному німецькому соціал-демократичному конгресі в Аугсбурзі та Нюрнберзі. На початку 1924 року повернувся до Грузії для підготовки до повстання та очолив збройне повстання в Кутаїському районі. Після поразки повстання переховувався. У вересні 1925 року нелегально виїхав за кордон. У наступні роки він жив у Ніцці, працював над спогадами, розпочав літературну діяльність. Його твори — поема «Батьківщина», поема «Девятиоке сонце», «Скорба» (уривок із щоденника) — опубліковані в журналі «Какація». У 1934 році в друкарні Давіта Хеладзе в Парижі вийшла книга Власи Мгеладзе «26 травня». У ньому описані всі події загальнодержавного значення, починаючи з 1887 р. по 26 травня 1918 р., які призвели до посилення грузинського національно-суспільного руху та проклали шлях до проголошення незалежності. У Парижі 1936 року вийшла перша книга мемуарів Власи Мгеладзе, до якої увійшли оповідання 1921-24 років. Друга і третя книги вийшли в 1972-74 роках.
Власа Мгеладзе помер у 1943 році в Парижі. Похований на Левільському цвинтарі.